# Васильєв Іван Васильович
Іван Васильович Васильєв (січень 1905, село Пєсогори Бежецького повіту Тверської губернії, тепер Тверської області, Російська Федерація — 1970, місто Москва, тепер Російська Федерація) — радянський діяч, голова виконавчого комітету Воронезької обласної ради депутатів трудящих. Депутат Верховної Ради СРСР 1—2-го скликань (1941—1950).

## Біографія
Народився в селянській родині.
У 1921—1923 роках — слухач школи радянського і партійного будівництва в місті Вишній Волочек. У 1923—1924 роках — слухач Тверської школи радянського і партійного будівництва.
Член РКП(б) з 1924 року.
У 1924—1928 роках — завідувач Треснинського волосного фінансового відділу, голова виконавчого комітету Треснинської волосної ради, інструктор виконавчого комітету Бежецької повітової ради Тверської губернії.
У 1928—1929 роках — відповідальний секретар Мокрино-Горського волосного комітету ВКП(б) Тверської губернії. У 1929—1930 роках — відповідальний секретар Кесово-Горського районного комітету ВКП(б) Московської області; відповідальний секретар Максатихінського районного комітету ВКП(б) Московської області. У 1930 році — завідувач відділу кадрів Бежецького окружного комітету ВКП(б).
З 1930 по 1931 рік навчався в Ленінградському комуністичному університеті імені Сталіна, з 1931 по 1932 рік — у Комуністичному університеті імені Свердлова в Москві. Навчання не закінчив.
У 1933 році — завідувач групи заготівель і збуту насіння Всесоюзного об'єднання «Заготльон».
У 1933—1936 роках — начальник політичного відділу м'ясомолочного радгоспу «Красный Молот» Воронезької області.
У 1936—1937 роках — 2-й, 1-й секретар Острогозького районного комітету ВКП(б) Воронезької області.
У 1937—1938 роках — завідувач відділу партійної пропаганди і агітації Воронезького обласного комітету ВКП(б). У 1938—1939 роках — завідувач відділу керівних партійних органів Воронезького обласного комітету ВКП(б).
У серпні 1939 — січні 1948 року — голова виконавчого комітету Воронезької обласної ради депутатів трудящих.
З 1948 року — заступник міністра соціального забезпечення РРФСР.
Подальша доля невідома.

## Нагороди
- орден Леніна
- ордени
- медалі